# رمبو ۴۶۳۵
سیارک ۴۶۳۵ (به انگلیسی: 4635 Rimbaud، نامگذاری:1988BJ1) چهار هزار و ششصد و سی و پنجمین سیارک کشف شده‌است که در ۲۱ ژانویه ۱۹۸۸ کشف شد.
قدر مطلق سیارک برابر ۱۲٫۵۰ است.